# Hallomyia iris
Hallomyia iris är en tvåvingeart som beskrevs av Jean-Jacques Kieffer 1912. Hallomyia iris ingår i släktet Hallomyia och familjen gallmyggor.
Artens utbredningsområde är Sri Lanka. Inga underarter finns listade i Catalogue of Life.